# سوني لاين
سوني لاين (بالإنجليزية: Sunny Lane)‏ ولدت في 2 مارس 1980 في ولاية جورجيا في الولايات المتحدة وهي ممثلة أمريكية إباحية وعارضة أزياء.

## السيرة الذاتية

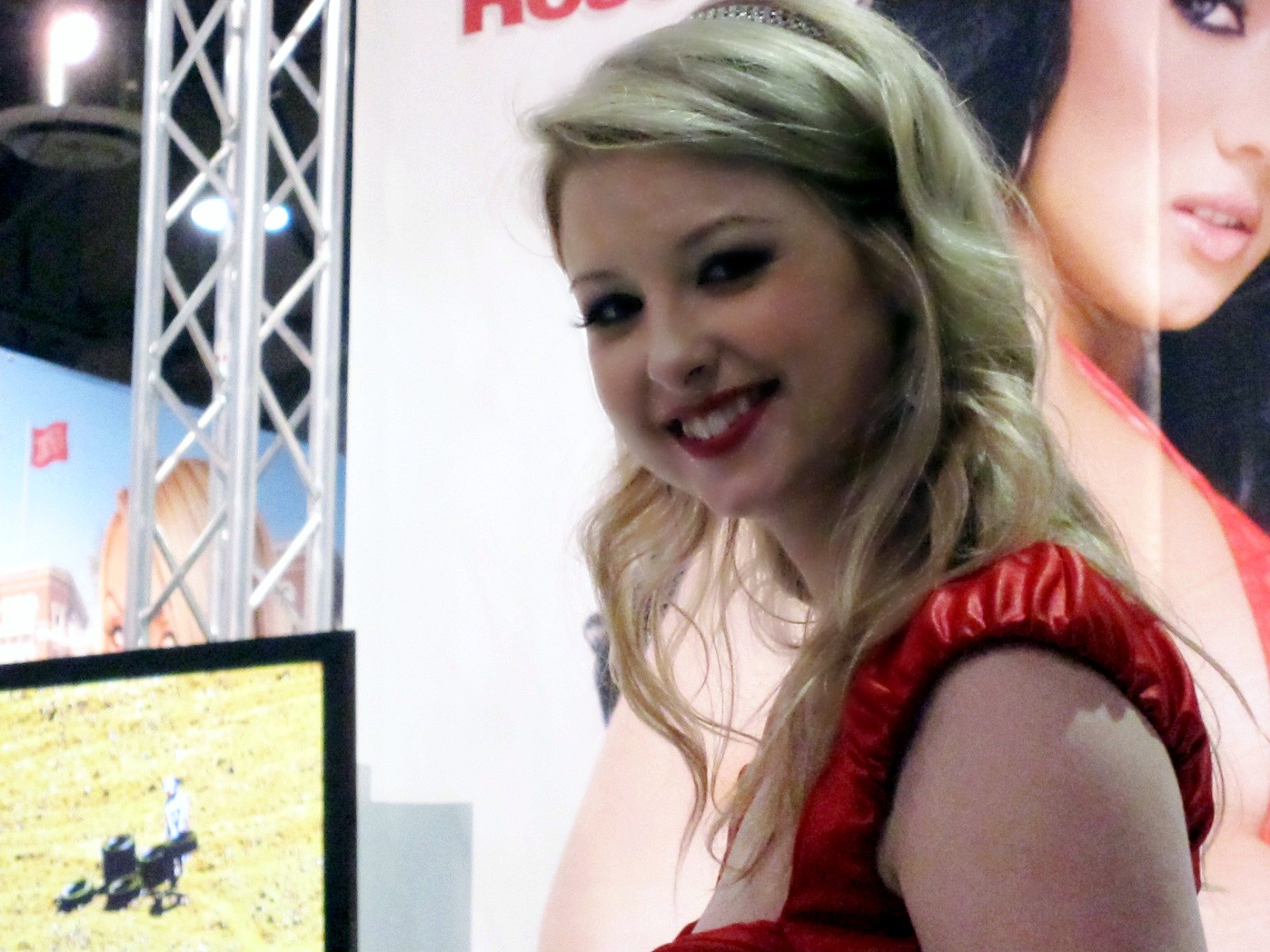
لين في جوائز إيه في إن 2010

عملت سوني لاين رفقة صديقيها شيلبي ومايك في الشحن الجوي. في شبابها كانت لاعبة تزلج على الجليد،  وبعد ذلك عملت كمدرسة  يوجا وبيلاتيس.
تدربت لابن باعتبارها راقصة جليد تحت إدارة جيمس ميلنس في إعداد التجارب الأولمبية لكنها أُصيبت بورم ملتهب استدعى التدخل الجراحي. لم تكن قادرة على التزلج بسبب فترة النقاهة فبدأت الرقص بشكل عاري من أجل دعم نفسها ماليا. أصبحت في وقت لاحق راقصة وفازت بجائزة ديجا فو (بالفرنسية: Déjà Vu)‏ في استعراض العام خلال السنة الأولى من الرقص في عام 2004. دُعيت لين لحضور جوائز إيه في إن خلال حفل في عام 2005، وهناك التقت شون مايكلز الذي عَرض عليها العمل في مجلة بلاي بوي. بدأت في نفس العام الظهور في أفلام الكبار بشكل منتظم.
تُدار حياتها المهنية من قبل والديها حيث كانت تعيش معهم في شقة. بالنسبة لوالدي لين؛ فهما يُؤمنان بمذهب العري والتفكير الحر لذلك لا مُشكلة لهم في عمل ابنتهم في صناعة أفلام الكبار. كل هذا ساعدها في الانتقال بسهولة من عملها السابق كمتزلجة على الجليد إلى راقصة تعري وممثلة إباحية.
ظهرت في الحلقة الأولى من مسلسل سيده بلدي العارية الذي عُرض على شبكة فوكس التلفزيونية بتاريخ 7 ديسمبر 2006، كما ظهرت في حلقة أخرى بعنوان وقت الذروة: الغرباء وهناك دافعت عن حياتها المهنية.
قدّمت عام 2007 أداء جيدًا في فيلم بنات 26 الذي مكنها من الحصول على جائزة إيه في إن لعام 2008 عن فئة أفضل مشهد جنسي في فيلمٍ ما. تألقت عام 2008 من خلال المُشاركة في فيلم كبير ورطب مثل الحمير 13 حيث كان هذا هو أول فيلم تُصور فيه جنسًا شرجيًا مع الرجال. فازت بجائزة إيه في إن في فئة أفضل مشهد جنس شرجي عن دورها في ذلك الفيلم.
تُعد لين من محبي البارامور كما تُشارك كثيرا في سباقات ألعاب الفيديو.
سوني مزدوجة الميول. أعلنت بحلول شهر حزيران/يونيو 2011 عن خطوبتها كما لم تُفصح عن هوية خطيبها لكنّها أكدت أنها ستتوقف مؤقتا عن عالم الإباحية مع التركيز على حياتها الزوجية وتوعدت معجبيها ومتتابعيها بالعودة في وقت لاحق. أعنلت في تشرين الثاني/نوفمبر 2012 عن عودتها إلى مجال صناعة أفلام الكبار حيث شاركت في فيلم قارب الحب وغيره من أفلام البالغين.

## الجوائز
| جوائز سوني لاين في عقد 2000 | جوائز سوني لاين في عقد 2000 | جوائز سوني لاين في عقد 2000                      | جوائز سوني لاين في عقد 2000 |
| السنة                       | الجائزة                     | الفئة                                            | المرجع                      |
| --------------------------- | --------------------------- | ------------------------------------------------ | --------------------------- |
| 2005                        | نايت موفيز                  | فئة النجمة الصاعدة                               | [ 24 ]                      |
| 2006                        | جائزة فوكس                  |                                                  | [ 25 ]                      |
| 2006                        | جائزة نايت موفيز            | ملكة جمال اللطف                                  | [ 26 ]                      |
| 2007                        | جائزة آدم الفيلم            | ممثلة العام                                      | [ 27 ]                      |
| 2007                        | جائزة أديلت كون             | أفضل ممثلة في مشهد جنسي خلال فيلم الجراح الوقح 2 | [ 28 ]                      |
| 2008                        | جائزة إيه في إن             | أفضل مشهد جنسي                                   | [ 29 ]                      |
| 2008                        | جائزة نايت موفيز            | أفضل راقصة في فيلم                               | [ 30 ]                      |
| 2009                        | جائزة إيه في إن             | أفضل مشهد جنس شرجي                               | [ 31 ]                      |
| جوائز سوني لاين في عقد 2010 |                             |                                                  |                             |
| السنة                       | الجائزة                     | الفئة                                            | المرجع                      |
| 2014                        | جائزة إكس روكو              | أفضل دور في فيلم إباحي                           | [ 32 ]                      |
| 2014                        | جائزة نايت موفيز            | أشهر نجمة إباحية                                 | [ 33 ]                      |

## روابط خارجية
- سوني لاين على موقع IMDb (الإنجليزية)
- سوني لاين على موقع قاعدة بيانات الفيلم (الإنجليزية)
- سوني لاين على موقع كينوبويسك (الروسية)